# Waikare (fleuve du Northland)
Pour les articles homonymes, voir Waikare.

Le fleuve Waikare  (en anglais : Waikare River) est un cours d’eau de la région du  Northland dans l’Île du Nord de la Nouvelle-Zélande.

## Géographie
Il prend naissance dans la ‘forêt de Russell’ et il s’écoule dans l’extrémité sud du ‘Waikare Inlet’, un ria (vallée inondée),qui forme le bras sud-est de la   Baie des îles.